# خوزه ماریا انتون
خوزه ماریا انتون (انگلیسی: José María Antón؛ زادهٔ ۱۹ مارس ۱۹۸۹) بازیکن فوتبال اهل اسپانیا است.
از باشگاه‌هایی که در آن بازی کرده‌است می‌توان به باشگاه فوتبال رئال مادرید، باشگاه فوتبال رئال بتیس، باشگاه فوتبال رئال مادرید کاستیا، باشگاه فوتبال ردبول زالتسبورگ، و باشگاه فوتبال اویپشت اشاره کرد.
وی همچنین در تیم ملی فوتبال زیر ۱۹ سال اسپانیا بازی کرده‌است.